# Eremaeozetes tuberculatus
Eremaeozetes tuberculatus är en kvalsterart som beskrevs av Berlese 1913. Eremaeozetes tuberculatus ingår i släktet Eremaeozetes och familjen Eremaeozetidae. Inga underarter finns listade i Catalogue of Life.